# Список хорових творів Максима Созонтовича Березовського

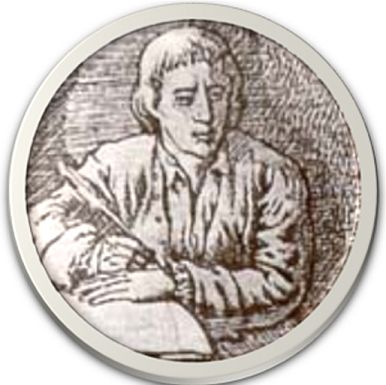
Максим Созонтович Березовский

Список хорових творів Максима Созонтовича Березовського - українського композитора, якого поряд з   Бортнянським Д. С. вважають творцем класичного типу українського хорового концерту. До списку ввійшли лише хорові твори, інші твори наведено в списку творів композитора. 

## Список опублікованих творів за жанрами
| Концерти (в алфавітному порядку) 1. Бог в ста сонмі богов 2. В сі язиці восплещите руками 3. Господи, силою Твоєю возвеселиться цар 4. Господь воцарися 5. Да воскреснет Бог 6. Милость і суд воспою Тебі, Господи 7. Не імами іния помощи 8. Не отвержи мене во время старости 9. Приідіте і видіте діла Божиї 10. Слава во вишніх Богу 11. Тебе Бога хвалим №1 12. Тебе Бога хвалим №2 | Причасники (в алфавітному порядку) 1. Блажені яже ізбрал 2. В пам’ять вічную 3. Во всю землю 4. Знаменася на нас 5. Радуйтеся, праведнії 6. Творяй ангелы своя духи 7. Хваліте Господа с небес №1 8. Хваліте Господа с небес №2 9. Хваліте Господа с небес №3 10. Чашу спасенія прийму | Літургія (в 8 частинах): - І - Слава отцю і сину ІІ - Приідіте, поклонімся ІІІ - Іже херувими IV - Єктенія просительна V - Вірую VI - Милость мира VII - Достойно єсть VIII - Отче наш |

## Повний список
Повний список хорових творів Максима Березовського залишається предметом досліджень. Перший систематизований список творів Березовського склала в 1983 році М. Г. Рицарева, він налічував  37 творів . У 2013 цей розширила каталог до 46 творів , він лежить в основі представленого списку. Список уточнений на основі останньої публікації 9 хорових концертів М. Березовського, здійснених М. Юрченком. Авторство окремих неопублікованих творів може бути предметом дискусій.  
| № п.п. | Назва | Жанр, склад                                   | Тональність     | Рукопис | Рукопис | Згадка | Згадка | Згадка | Згадка | Згадка | Згадка | Згадка | Згадка | Згадка | Згадка | Згадка | Згадка | Згадка | Публікація                | Джерела       | Записи          |
| № п.п. | Назва | Жанр, склад                                   | Тональність     | немає   | є       | 1      | 2      | 3      | 4      | 5      | 6      | 7      | 8      | 9      | 10     | 11     | 12     | 13     | Публікація                | Джерела       | Записи          |
| ------ | --- | --------------------------------------------- | --------------- | ------- | ------- | ------ | ------ | ------ | ------ | ------ | ------ | ------ | ------ | ------ | ------ | ------ | ------ | ------ | ------------------------- | ------------- | --------------- |
| 1      | «Блаженні яже ізбрал» | Причасник (для 4-голосного хора)              | ре мінор        | Х       |         |        |        | Х      | Х      | Х      | Х      |        | Х      |        |        |        |        | Х      | Юрченко                   | [ 4 ] [ 5 ]   | Юрченко         |
| 2      | «Бог в ста сонмі богов», («Господь воцарися», нім. Der Herr steht an der hohen Statte)                                                                                               | Концерт (для 4-голосного хору, в 6 частинах)  | до мажор        |         | Х       |        |        |        | Х      | Х      | Х      |        |        | Х      | Х      |        |        | Х      | Юрченко                   | [ 7 ]         | Гобдич          |
| 3      | «В пам’ять вічную» | Причасник (для 4-голосного хора)              | сі мінор        | Х       |         | Х      | Х      | Х      | Х      | Х      | Х      |        | Х      |        |        |        |        | Х      | Юргенсон, Юрченко         | [ 8 ] [ 9 ]   | Юрченко         |
| 4      | «Вірую» | Частина Літургії (V частина)                  | соль мажор      |         | Х       | Х      | Х      | Х      | Х      | Х      | Х      |        | Х      | Х      | Х      |        | Х      | Х      | Юргенсон, Юрченко         | [ 8 ]         | Гобдич, Юрченко |
| 5      | «Вкусите и видите» | Причасник                                     | не відома       | Х       |         |        | Х      | Х      | Х      |        | Х      |        |        |        |        |        |        |        | (відсутній рукопис)       | [ 12 ]        |                 |
| 6      | «Внемліте, людіє мої» | Концерт (двохорний, в 3 частинах)             | ре мажор        |         | Х       |        | Х      | Х      | Х      | Х      | Х      |        |        | Х      |        |        |        |        | Не публікувався           | [ 12 ]        |                 |
| 7      | «Во всю землю» | Причасник (для 4-голосного хора)              | мі мажор        | Х       |         |        | Х      | Х      | Х      | Х      | Х      |        | Х      |        |        |        | Х      | Х      | Юргенсон, Юрченко         | [ 12 ]        | Юрченко         |
| 8      | «Всі язиці восплещите руками» | Концерт (для 4-голосного хору, в 7 частинах)  | мі-бемоль мажор |         | Х       |        | Х      | Х      | Х      | Х      | Х      |        |        | Х      |        |        |        | Х      | Юрченко, 2018             | [ 14 ]        | Юрченко, 2018,  |
| 9      | «Всі язиці восплещите руками» | Концерт (двохорний, в 4 частинах)             | до мажор        |         | Х       |        | Х      | Х      |        | Х      |        |        |        | Х      |        |        |        |        | Не публікувався           | [ 14 ]        |                 |
| 10     | «Вскую мя отринул» | Концерт (двохорний)                           | не відома       | Х       |         |        |        |        |        |        |        | Х      |        |        |        |        |        |        | (відсутній рукопис)       | [ 16 ]        |                 |
| 11     | «Господи, силою Твоєю возвеселиться цар» | Концерт (для 4-голосного хору, в 12 частинах) | до мажор        |         | Х       |        |        |        |        |        |        |        |        | Х      |        |        |        | Х      | Юрченко, 2018             | [ 16 ]        | Юрченко, 2018   |
| 12     | «Господь воцарися» | Концерт (для 4-голосного хору, в 3 частинах)  | сі-бемоль мажор |         | Х       |        |        |        |        |        | Х      | Х      |        | Х      |        | Х      |        | Х      | Юрченко                   | [ 16 ]        | Гобдич, Юрченко |
| 13     | «Да воскреснет Бог» | Концерт для 4-голосного хору, в 6 частинах    | фа мажор        |         | Х       |        |        |        |        |        |        | Х      |        | Х      |        |        |        | Х      | Юрченко, 2018             | [ 18 ] [ 19 ] | Юрченко, 2018   |
| 14     | «Доколе, Господи, забудешь имя» | Концерт для 4-голосного хору, в 4 частинах    | соль мінор      |         | Х       |        |        |        |        |        |        |        |        |        |        |        |        |        | Не публікувався           | [ 21 ]        |                 |
| 15     | «Достойно єсть» | Частина Літургії (VII частина)                | соль мажор      |         | Х.      | Х      |        |        |        |        |        |        |        | Х      | Х      |        | Х      | Х      | Азєєв Юрченко             | [ 20 ]        | Гобдич, Юрченко |
| 16     | «Єктенія просительна» | Частина Літургії (IV частина)                 | ре мінор        |         | Х       |        |        |        |        |        |        |        |        | Х      |        |        |        | Х      | Юрченко                   | [ 20 ]        | Гобдич          |
| 17     | «Знаменася на нас» | Причасник для 4-голосного хора                | соль мінор      | Х       |         |        |        | Х      | Х      |        | Х      |        |        |        |        |        | Х      | Х      | Юрченко                   | [ 23 ]        | Гобдич, Юрченко |
| 18     | «Іже херувими» | Частина Літургії (III частина)                | ре мажор        |         | Х       | Х      |        |        |        |        |        |        |        | Х      |        |        |        | Х      | Азєєв Юрченко             | [ 23 ]        | Гобдич, Юрченко |
| 19     | «Иже херувимы» («Херувимская») | (для 4-голосного хора)                        | до мажор        |         | Х       |        |        |        | Х      |        | Х      |        |        | Х      |        |        |        |        | Не публікувався           | [ 27 ]        |                 |
| 20     | Літургія - в 8 частинах: І - Слава отцю і сину ІІ - Приідіте, поклонімся ІІІ - Іже херувими IV - Єктенія просительна V - Вірую VI - Милость мира VII - Достойно єсть VIII - Отче наш | (для 4-голосного хора)                        |                 |         | Х       | Х      |        | Х      | Х      | Х      | Х      | Х      | Х      | Х      |        |        |        | Х      | Азєєв Юрченко             | [ 29 ]        |                 |
| 21     | «Милость і суд воспою Тебі, Господи» | Концерт (для 4-голосного хору)                | сі-бемоль мажор |         | Х       |        |        | Х      | Х      | Х      | Х      |        |        | Х      |        |        |        | Х      | Юрченко, 2018             | [ 31 ]        | Юрченко, 2018   |
| 22     | «Милость мира» | Частина Літургії (VI частина)                 | мі мінор        | р-н     | Х       | Х      |        |        |        |        |        |        |        | Х      |        |        |        | Х      | Азєєв Юрченко             |               | Гобдич, Юрченко |
| 23     | «Не імами іния помощи» | Концерт (для 4-голосного хору)                | ля мінор        |         | р-д     |        |        |        | Х      | Х      | Х      |        | Х      |        |        |        |        | Х      | Юрченко, 2018             |               | Юрченко, 2018   |
| 24     | «Не отвержи мене во время старости» | Концерт (для 4-голосного хору)                | ре мінор        |         | Х       |        |        |        |        |        | Х      |        |        |        |        | Х      |        | Х      | Видання придворної капели |               | Гобдич          |
| 25     | «Не отвержи мене во время старости» | Концерт (двохорний)                           |                 | Х       |         |        | Х      | Х      |        |        |        |        |        |        |        |        |        |        | (відсутній рукопис)       |               |                 |
| 26     | «Ныне силы небесныя» | Великопісний піснеспів                        |                 | Х       |         |        |        |        |        |        | Х      |        |        |        |        |        |        |        | (відсутній рукопис)       |               |                 |
| 27     | «Отрыгну сердце» | Концерт для 4-голосного хора                  |                 | Х       |         |        | Х      | Х      |        | Х      |        |        | Х      |        |        |        |        |        | (відсутній рукопис)       |               |                 |
| 28     | «Отче наш» | Частина Літургії (VIII частина)               | ля мінор        |         | Х       | Х      |        |        |        |        |        |        |        |        |        |        | Х      | Х      | Юрченко                   |               | Гобдич, Юрченко |
| 29     | «Отче наш» | Літургійний хор для 4-голосного хора          | ре мажор        |         | Х       |        |        |        |        |        |        |        |        |        |        |        |        |        | Не публікувався           |               |                 |
| 30     | «Приідіте і видіте діла Божиї» | Концерт (для 4-голосного хору)                | до мажор        |         | Х       |        |        | Х      | Х      | Х      | Х      |        |        |        |        |        |        | Х      | Юрченко, 2018             |               | Юрченко, 2018   |
| 31     | «Приідіте, поклонімся» | Частина Літургії (II частина)                 | фа мажор        |         | Х       |        |        |        |        |        |        |        |        |        |        |        | Х      | Х      | Азєєв Юрченко             |               | Гобдич, Юрченко |
| 32     | «Радуйтеся, праведнії» | Причасник (для 4-голосного хора)              | до мажор        | Х       |         |        |        | Х      | Х      | Х      | Х      |        |        |        |        |        |        | Х      | Юрченко                   | [ 35 ] [ 36 ] | Гобдич          |
| Хх     | «Радуйтеся, праведнії» | Причасник (для 4-голосного хора)              | до мажор        | Х       |         |        |        | Х      | Х      | Х      | Х      |        |        |        |        |        |        | Х      | Юрченко                   |               |                 |
| 33     | «Слава во вишніх Богу» | Концерт для 4-голосного хора в 5 частинах     | ре мажор        |         | Х       |        |        | Х      |        | Х      | Х      |        | Х      |        |        | Х      |        | Х      | Юрченко, 2018             |               | Юрченко, 2018   |
| 34     | «Слава Отцю і Сину» | Частина Літургії (I частина)                  | до мажор        |         | Х       |        |        |        |        |        |        |        |        |        |        |        |        | Х      | Азєєв Юрченко             |               | Гобдич, Юрченко |
| 35     | «Слава Отцу и Сыну» | ?                                             | фа мажор        |         | Х       |        |        |        | Х      |        |        |        |        |        |        |        |        |        | Не публікувався           |               |                 |
| 36     | «Суди, Господи, обидящия» | Концерт (для 4-голосного хору)                |                 | Х       |         |        |        |        |        |        | Х      |        |        |        |        |        |        |        | Не публікувався           | [ 39 ]        |                 |
| 37     | «Творяй ангели своя духи» | Причасник (для 4-голосного хора)              | фа мажор        | Х       |         |        |        |        |        |        | Х      |        |        |        |        |        |        | Х      | Юргенсон, Юрченко         | [ 39 ]        | Юрченко         |
| 38     | «Тебе Бога хвалим» (№ 1) | Концерт (для 4-голосного хору)                | до мажор        |         | Х       |        |        | Х      | Х      | Х      | Х      | Х      |        | Х      |        | Х      |        | Х      | Юрченко, 2018             | [ 41 ]        | Юрченко, 2018   |
| 39     | «Тебе Бога хвалим» (№ 2) | Концерт (двохорний, в 5 частинах)             | соль мажор      |         | Х       |        |        | Х      | Х      | Х      | Х      | Х      |        | Х      |        | Х      |        | Х      | Юрченко, 2018             | [ 42 ]        | Юрченко, 2018   |
| 40     | «Тебе Бога хвалим» (№ 3) | Концерт (для 4-голосного хору)                | до мажор        |         | Х       |        |        | Х      | Х      | Х      | Х      | Х      |        | Х      |        | Х      |        |        | Не публікувався           | [ 42 ]        |                 |
| 41     | «Услышите сия, вси языцы» | Концерт (8-голосний)                          |                 | Х       |         |        |        |        |        |        | Х      |        |        |        |        |        |        |        | Не публікувався           | [ 43 ]        |                 |
| 42     | «Хваліте Господа с небес» (№ 1) | Причасник (для 4-голосного хора)              | мі мінор        | Х       |         |        | Х      | Х      | Х      | Х      | Х      |        | Х      |        |        | Х      |        | Х      | Юрченко                   | [ 43 ] [ 44 ] | Гобдич          |
| 43     | «Хваліте Господа с небес» (№ 2) | Причасник (для 4-голосного хора)              | до мажор        | Х       |         |        | Х      | Х      | Х      | Х      | Х      |        | Х      |        |        | Х      |        | Х      | Юрченко                   | [ 43 ]        | Гобдич          |
| 44     | «Хваліте Господа с небес» (№ 3) | Причасник (для 4-голосного хора)              | до мажор        |         | Х       |        |        |        |        |        |        |        |        | Х      |        |        |        | Х      | Юрченко                   | [ 26 ]        | Гобдич          |
| 45     | «Чашу спасенія прийму» | Причасник (для 4-голосного хора)              |                 | Х       |         |        |        |        |        |        |        |        |        |        |        |        | Х      | Х      | Юрченко                   |               | Юрченко         |
| 46     | Unser Vater («Отче наш») | П'єса для 4-голосного хора                    |                 |         | Х       |        |        |        |        |        |        |        |        |        |        |        |        |        |                           |               |                 |